# 왕행 (전한)
왕행(王行, ? ~ 기원전 154년)은 전한 전기의 제후로, 개국공신 왕주의 손자이다.

## 행적
문제 13년(기원전 167년), 아버지 왕병궁의 뒤를 이어 고릉후(高陵侯)에 봉해졌다.
경제 3년(기원전 154년), 반란을 일으켜 주살되고 봉국은 폐지되었다.

## 출전
- 사마천, 《사기》 권18 고조공신후자연표
- 반고, 《한서》 권16 고혜고후문공신표

| 전임 아버지 고릉혜후 왕병궁 | 전한의 고릉후 기원전 167년 ~ 기원전 154년 | 후임 (139년 후) 고릉공후 적방진 |